# Ниса (жена Фарнака I)
Ниса или Нисса (др.-греч. Νύσ(σ)α; 1-я пол. II века до н. э.) — селевкидская принцесса и жена царя Понта Фарнака I.

## Происхождение
Доподлинно неизвестно, кто были родители Нисы. По наиболее распространённой версии, она была дочерью селевкидского царевича Антиоха и его родной сестры Лаодики, которую обычно отождествляют с Лаодикой IV, женой Селевка IV Филопатора и Антиоха IV Эпифана. Но данное отожествление не бесспорно. Существуют версии, что Ниса могла быть дочерью Антиоха III или Антиоха IV.
Ниса выросла в государстве Селевкидов, родилась она между 196 и 193 годами до н. э. В 193 году до н. э. её предполагаемый отец неожиданно умер, что особенно сильно поразило Антиоха III. В 172 или 171 году до н. э., посредством дипломатии, её родственник Деметрий I Сотер отдал её понтийскому царю Фарнаку I.

## Понтийская царица
Брак стал символом дружбы между двумя государствами. Фарнак пытался увеличить своё влияние в отношениях с Римской республикой и Пергамским царством.
Для новой царицы создавались статуи и посвящения. Авторами некоторых из них стали граждане Афинского полиса и острова Делос, с которыми Фарнак был весьма добр и милостив. От них они получили золотую корону и бронзовые статуи, которые были поставлены на острове.

## Семья
Ниса родила двух детей: Митридата V и Нису. Дата смерти царицы неизвестна, возможно она погибла при родах.